# Lámbros Choútos
Lámbros Choútos (en grec : Λάμπρος Χούτος, aussi romanisé Lámpros ou Lábros Choútos) est un attaquant grec né à Athènes le 7 décembre 1979, et qui évolue au poste d'ailier droit.

## Biographie
Pendant longtemps à la Roma, Choútos n'est que remplaçant. Il joue ensuite en Grèce à l'Olympiakos Le Pirée. Engagé comme joker par l'Inter Milan, il joue très peu et est alors prêté à des clubs plus modestes comme l'Atalanta Bergame ou le Real Majorque où il trouve peu de temps de jeu. Après son départ de l'Inter Milan en 2007, il joue dans le club grec de Panionios.
Le 5 février 2009, il s'engage au PAOK Salonique pour la somme de 150 000 euros.